# Henri Catelan
Henri Catelan (Normandia, 13 de julho de 1895 — Le Havre, 16 de junho de 1980) foi um ciclista francês. Ele terminou em último lugar no Tour de France 1921.